# Certo ce invidiano
Certo ce invidiano è un album del 1981 inciso da Nilla Pizzi e Giorgio Consolini per l'etichetta Bazar.

## Tracce
1. Nilla Pizzi, Giorgio Consolini – Certo ce invidiano
2. Nilla Pizzi – Verde luna
3. Nilla Pizzi, Giorgio Consolini – Sicilia
4. Nilla Pizzi, Giorgio Consolini – Rosabella del Molise
5. Nilla Pizzi – Niente lacrime
6. Nilla Pizzi – Quiereme mucho
7. Nilla Pizzi, Giorgio Consolini – La stella del mattino
8. Giorgio Consolini – Luna marinara
9. Nilla Pizzi, Giorgio Consolini – 'O marinariello
10. Nilla Pizzi, Giorgio Consolini – Chiudi gli occhi Rosita
11. Nilla Pizzi, Giorgio Consolini – Blue Spanish Eyes
12. Giorgio Consolini – Non ti ricordi